# Фонд гарантування вкладів фізичних осіб
Фонд гарантува́ння вкла́дів фізи́чних осі́б — установа в Україні, що виконує спеціальні функції у сфері гарантування вкладів фізичних осіб та виведення неплатоспроможних банків з ринку. Правовий статус — юридична особа публічного права.
Фонд є економічно самостійною установою, що не має на меті отримання прибутку. Основним завданням Фонду є забезпечення функціонування системи гарантування вкладів фізичних осіб та виведення неплатоспроможних банків з ринку і ліквідації банків.
Директором-розпорядником Фонду гарантування вкладів фізичних осіб з 11 листопада 2024 року є Білай Ольга Сергіївна.

## Історія
Фонд гарантування вкладів фізичних осіб створено на виконання Указу Президента України від 10 вересня 1998 року № 996/98 «Про заходи щодо захисту прав фізичних осіб — вкладників комерційних банків». При цьому, початковий розмір відшкодувань становив 500 грн.
20 вересня 2001 року Верховна Рада України прийняла Закон України «Про Фонд гарантування вкладів фізичних осіб». Цим Законом передбачалось збільшення гарантованої суми відшкодування кожному вкладнику учасника (тимчасового учасника) Фонду гарантування коштів за його вкладами, включаючи відсотки, в розмірі вкладів на день настання недоступності вкладів до 1200 гривень.
З 21 вересня 2012 року функціонування системи гарантування вкладів фізичних осіб та діяльність Фонду гарантування вкладів фізичних осіб регулюється Законом України «Про систему гарантування вкладів фізичних осіб».
Законом:
- розширено повноваження Фонду гарантування, зокрема в частині щодо виведення неплатоспроможних банків з ринку шляхом здійснення тимчасової адміністрації та ліквідації неплатоспроможних банків;
- мінімальний розмір граничної суми відшкодування закріплено на рівні 200 тисяч грн, без можливості її зменшення;
- встановлено спрощений порядок проведення процедур, пов'язаних з придбанням інвестором неплатоспроможного або перехідного банку;
- визначено порядок  виведення неплатоспроможного банку з ринку за участі держави в особі Міністерства фінансів України або державного банку;

## Завдання та функції Фонду
Основним завданням Фонду є забезпечення функціонування системи гарантування вкладів фізичних осіб та виведення неплатоспроможних банків з ринку.

### Основні функції Фонду
- веде реєстр учасників Фонду;
- акумулює кошти та здійснює контроль за повнотою і своєчасністю перерахування зборів кожним учасником Фонду;
- здійснює заходи щодо організації виплат відшкодувань за вкладами в разі ухвалення рішення про відкликання банківської ліцензії та ліквідацію банку;
- здійснює регулювання участі банків у системі гарантування вкладів фізичних осіб;
- здійснює заходи щодо інформування громадськості про функціонування системи гарантування вкладів фізичних осіб, захисту прав та охоронюваних законом інтересів вкладників, підвищення рівня фінансової грамотності населення;
- інші функції.

## Керівні органи
Керівними органами Фонду є адміністративна рада та виконавча дирекція.
Адміністративна рада Фонду складається із п'яти осіб і формується шляхом делегування до її складу одного представника Кабінету Міністрів України, двох представників Національного Банку України, одного представника профільного комітету Верховної Ради України та директора-розпорядника Фонду за посадою.
Виконавча дирекція Фонду складається з 6 членів. Директор — розпорядник Фонду та його заступники входять до її складу за посадою.  Персональний склад виконавчої дирекції Фонду затверджує адміністративна рада Фонду за поданням директора-розпорядника Фонду.

## Участь банків у Фонді
Учасниками Фонду є банки. Участь банків у Фонді є обов'язковою. Банк набуває статусу учасника Фонду в день отримання ним банківської ліцензії. Банк зобов'язаний сплачувати до Фонду збори, дотримуватися інших вимог Закону та нормативно-правових актів Фонду. Фонд виключає банк з-поміж учасників Фонду в разі ухвалення рішення про відкликання банківської ліцензії та ліквідацію банку.